# 아드하페라
아드하페라(Adhafera)는 사자자리 방향으로 지구에서 약 260 광년 떨어져 있는 항성이다. 바이어 명명법에 의하면 사자자리 제타, 플램스티드 명명법에 의하면 사자자리 36으로 표기한다.
이 별은 분광형 F의 거성으로 태양의 약 207배 밝기로 빛나고 있다. 그러나 거리 때문에 밝기는 3.44로 간신히 3등성으로 분류된다. 적도의 공전 속도는 초당 84 킬로미터로 우리 태양의 48배 속도이다.
아드하페라에서 5분각 거리에 사자자리 35가 있지만 같은 방향에 우연히 나란히 있는 것으로 보일 뿐, 둘 사이는 아무 관계가 없다.
아드하페라는 흔치 않은 F 분광형의 거성이다. 항성진화 과정에서 G나 F 단계에서는 거성이 안정적으로 유지되기 힘들다. 아드하페라는 불과 백만 년 전만 해도 시리우스와 같이 분광형 A의 주계열성이었으나, 헬륨의 재가 쌓인 중심핵이 수축되면서 주계열 단계를 떠나 적색 거성으로 급격히 진화하기 시작한 것으로 보인다.

## 참고 문헌
- 《stars》ADHAFERA (Zeta Leonis). 2008년 12월 12일 확인.
- 《SIMBAD》NSV 4804 -- Variable Star. 2008년 12월 12일 확인.